# Rutbai offenzíva
A 2016-os rutbai offenzíva egy katonai offenzíva volt Irakban, melyet az Iraki Hadsereg indított a stratégiai fontosságú Rutba városa valamint a teljes Rutba kerület visszafoglalásáért.

## Előzmények
Március 13-án egy vezető iraki tábornok arról számolt be, hogy az előző este megkezdett kivonulás következtében az ISIL Káim irányába teljesen elhagyta Rutba városát. A kivonulást az anbári biztonsági tanács egyik tagja is megerősítette. Arról is érkeztek hírek, hogy az ISIL Kabisat is kiürítette, valamint bizonyos fokig Hítből is távoztak, az iraki hadsereg pedig a levegőből lőtte a visszavonuló katonákat. Ez volt az első alkalom, hogy egy folyamatban lévő harc közben az ISIL egy nagyobb városból vonja vissza a csapatait. A kivonulásra azután került sor, hogy a terrorszervezet Szíriában és Anbár kormányzóságban is több helyen veszített,, legutóbb Hítben. Msnap azonban visszatért a városhoz az ISIL.

## Az offenzíva
Május 16-án az Iraki Hadsereg offenzívát indított, hogy visszafoglalja Rutbát és Rutba kerület legnagyobb részét. A Hadsereg három irányból támadta meg a várost. Az egyik amerikai tisztviselő elmondta, hogy Rutbát nem vádte az ISIL annyira, mint tette Ramádiban vagy Fallúdzsában, itt csak pár száz katona állomásozott. Május 17-én az anbári műveletek parancsnoka, Hadi Rseg vezérőrnagy bejelentette, hogy az Iraki Hadsereg teljes egészében visszafoglalta Rutbát és a Rutba körüli területeket. Az összecsapások alatt 4 iraki katona meghalt, legalább 5 megsebesült. míg az ISIL oldalán nagyjából 100 katona vesztette életét. A város stratégiai fontosságú, mivel az Irakot Jordániával összekötő út mentén fekszik. Visszafoglalása elvágta az ISIL összeköttetését „egy kritikus utánpótlási zónától”.